# ムラヴェーラ
ムラヴェーラ（伊: Muravera）は、イタリア共和国サルデーニャ州南サルデーニャ県にある、人口約5,300人の基礎自治体（コムーネ）。

## 地理

### 位置・広がり

#### 隣接コムーネ
隣接するコムーネは以下の通り。
- カスティアーダス
- サン・ヴィート
- ヴィッラプッツ

### 気候分類・地震分類
気候分類では、zona B, 862 GGに分類される。
また、イタリアの地震リスク階級 (it) では、zona 4 (sismicità molto bassa) に分類される。

## 行政

### 分離集落
ムラヴェーラには、以下の分離集落（フラツィオーネ）がある。
- Capo Ferrato, Costa Rei, Feraxi, Colostrai, Piscina Rei